# 時価総額

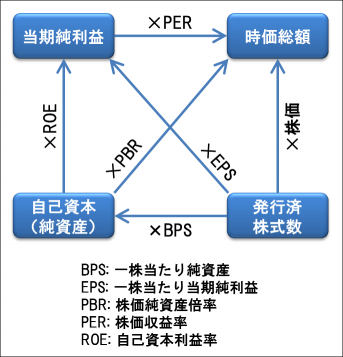
株式に関係する変数の関係

時価総額（じかそうがく、英: market capitalization）、株式時価総額とは、ある上場企業の株価に発行済株式数を掛けたものであり、企業価値や規模を評価する際の指標である。

## 概要
日本においては、時価総額の計算に、自己株式を含む発行済株式数を用いる。一方で、米国では自己株式を含まない発行済み株式数で算定される。
時価総額が大きいということは、業績だけではなく将来の成長に対する期待も大きいことを意味する。時価総額は企業尺度や企業の実力の一面にしかすぎないが、市場の期待値を反映した尺度の一つであり、一般には企業の利益や資産が大きいほど時価総額も高くなる。しかし、株価は時に過大（過小）評価される場合があるため、絶対的なものではない。
これまでに時価総額2兆ドルに到達したことがある企業は、到達した順にサウジアラムコ・Apple・マイクロソフト・Alphabet・NVIDIA・Amazon.com、時価総額3兆ドルに到達したことがある企業は、Apple・マイクロソフト・NVIDIAである。時価総額4兆ドルに到達したことがある企業は、NVIDIA・マイクロソフトである。
また、日本企業でこれまでに時価総額40兆円に到達したことがある企業は、到達した順に日本電信電話・NTTドコモ・トヨタ自動車であり、このうち、時価総額50兆円、時価総額60兆円に到達したことがある企業は、いずれもトヨタ自動車のみである。